# Милош Галин
Милош Галин (Бихаћ, 22. април 1990) српски је фудбалер из Босне и Херцеговине.

## Клупска каријера
Милош Галин је рођен 1990. године у Бихаћу. Одрастао је и живио у Петровцу све до прогона 1995. године, када са породицом напушта родно мјесто. По завршетку рата, са породицом се враћа у Петровац.
Јуниорску каријеру почео је у Младости из Петровца, одакле прелази у Јединство из Бихаћа, које га на позајмицу даје Крајини из Цазина.
Сениорску каријеру је почео у Јединству из Бихаћа, опет на позајмици у цазинској Крајини, одакле одлази у Рад. Након тога игра у неколико клубова, од којих су значајнији Рад из Београда, Јединство из Бихаћа, Искра из Бугојна, Слобода из Новог Града, те малтешки Слијема вондерерси. У току каријере играо је у Босни и Херцеговини (Републици Српској и Федерацији БиХ), Србији, Грчкој, Алжиру, Тајланду, Малти, Либану и Њемачкој.